# Тейтур Гестссон
Тейтур Гестссон (фар. Teitur Gestsson, нар. 19 серпня 1992) — фарерський футболіст, воротар клубу «ГБ Торсгавн» і національної збірної Фарерських островів.

## Клубна кар'єра
У дорослому футболі дебютував 2011 року виступами за команду клубу «ГБ Торсгавн», кольори якої захищає й донині.

## Виступи за збірну
У 2014 році дебютував в офіційних матчах у складі національної збірної Фарерських островів.

## Титули і досягнення
- Чемпіон Фарерських островів (3):

«ГБ Торсгавн»: 2013, 2018, 2020
- Володар Кубка Фарерських островів (4):

«ГБ Торсгавн»: 2019, 2020, 2023, 2024
- Володар Суперкубка Фарерських островів (3):

«ГБ Торсгавн»: 2019, 2021, 2024